# Абу-ль-Маали аль-Джувайни
Абу-ль-Ма’а́ли Абдул-Малик ибн Абдуллах аль-Джувайни́ (араб. أبو المعالي عبد الملك بن عبد الله الجويني‎), известен как имам аль-Хараме́йн (араб. إمام الحرمين‎; 1028 — 1085, Нишапур, Персия, Государство Сельджукидов) — исламский учёный-богослов и правовед шафиитского мазхаба. Представитель ашаритского направления в каламе.

## Биография
Родился в 1028 году в селении Азазвар округа Джувейн, недалеко от Нишапура.
В Нишапуре под руководством Абу аль-Касима аль-Исфараини (ум. в 1059 г.) изучал калам и усуль ад-дин, под руководством отца — фикх. После смерти отца в 1046 году аль-Джувейни занял его место преподавателя в шафиитском медресе, одновременно продолжая учиться у Абуль-Касима аль-Исфараини. Во время организованных сельджукским визирем аль-Кундури гонений на ашаритов бежал в Хиджаз и жил в Мекке и Медине (1058—1062), за что и получил прозвище Имам аль-Харамейн («имам двух священных городов»).
При визире Низам аль-Мульке, прекратившем преследования ашаритов, аль-Джувейни вернулся в Нишапур, где была учреждена шафиитская медресе Низамия. Аль-Джувейни получил от Низам аль-Мулька пост руководителя этой медресе, который он занимал до конца своей жизни. Среди его учеников в низамийи был Абу Хамид Аль-Газали.

## Взгляды
В целом, аль-Джувейни развивал идеи аль-Ашари, аль-Бакиллани и Абу Исхака аль-Исфараини (ум. в 1027 году). Он объявлял аяты Корана возникшими во времени и утверждал, что Аллах ниспослал Мухаммаду только «смысл» Писания, тогда как словесную форму ему придал сам Пророк.
Аль-Джувейни также принадлежит собственная политическая доктрина с принципами, отличными от принципов известных в его время доктрин. Значительное место в доктрине, излагаемой, в частности, в работе «Гияс аль-умам фи льтияс аз-зульм», отведено определению функций имама и описанию требований, которым он должен соответствовать. Аль-Джувейни подверг критике существовавшую в его время практику института имамата в учении о несовершенном имаме.

## Сочинения
- Китаб аш-Ша́миль фи усу́ль ад-дин (араб. كتاب الشامل في أصول الدين‎)
- Аль-Ирша́д иля кава́ты аль-ади́лля фи усу́ль аль-итика́д (араб. الإرشاد الى قواطع الأدلة في أصول الاعتقاد‎)
- Аль-Акы́да ан-Низамиййа (араб. العقيدة النظامية‎)
- Гия́с аль-у́мам фи льтия́с аз-зу́льм (араб. غياث الامم في التياث الظلم‎)
- Лю́ма уль-адилля фи кава́ыд иль-ака́иди ахль ис-сунна ва-ль-джамаа араб. لمع الأدلة في قواعد العقائد أهل السنة والجماعة‎